# Dagbertus
Dagbertus is een geslacht van wantsen uit de familie van de Miridae (Blindwantsen). Het geslacht werd voor het eerst wetenschappelijk beschreven door William Lucas Distant in 1904.

## Soorten
Het genus bevat de volgende soorten:

- Dagbertus amapaensis Carvalho, 1988
- Dagbertus antillianus Carvalho & Fontes, 1983
- Dagbertus bahianus Carvalho, 1975
- Dagbertus bermudensis Carvalho & Fontes, 1983
- Dagbertus bonariensis (Stal, 1859)
- Dagbertus carabobensis Carvalho, 1987
- Dagbertus carmelitanus Carvalho & Fontes, 1983
- Dagbertus curacaoensis Carvalho & Fontes, 1983
- Dagbertus darwini (A. Butler, 1877)
- Dagbertus diamantinus Carvalho, 1984
- Dagbertus emboabanus Carvalho, 1985
- Dagbertus eustatiuensis Carvalho & Fontes, 1983
- Dagbertus fasciatus (Reuter, 1876)
- Dagbertus figuratus Gagne, 1968
- Dagbertus flavoscutellatus (Distant, 1904)
- Dagbertus formosus Carvalho, 1968
- Dagbertus froeschneri Carvalho, 1985
- Dagbertus guaraniensis Carvalho & Fontes, 1983
- Dagbertus hospitus (Distant, 1893)
- Dagbertus insignis Carvalho, 1977
- Dagbertus irroratus (Blatchley, 1926)
- Dagbertus lineatus Gagne, 1968
- Dagbertus marmoratus Carvalho, 1968
- Dagbertus matogrossensis Carvalho & Fontes, 1983
- Dagbertus mexicanus Carvalho & Schaffner, 1973
- Dagbertus minensis Carvalho & Fontes, 1983
- Dagbertus nigrifrons Gagne, 1968
- Dagbertus oaxacensis Carvalho & Fontes, 1983
- Dagbertus obscurus Carvalho & Fontes, 1983
- Dagbertus olivaceus (Reuter, 1907)
- Dagbertus pallidus Gagne, 1968
- Dagbertus paraensis Carvalho, 1980
- Dagbertus pellitus (Distant, 1893)
- Dagbertus peruanus Carvalho, 1985
- Dagbertus phaleratus (Berg, 1892)
- Dagbertus potosianus Carvalho & Fontes, 1983
- Dagbertus quadrinotatus (Walker, 1873)
- Dagbertus sallei (Stå, 1862)
- Dagbertus salvadorensis Carvalho, 1985
- Dagbertus semipicta Blatchley, 1926
- Dagbertus sinopensis Carvalho & Fontes, 1983
- Dagbertus spoliatus (Walker, 1873)
- Dagbertus suspectus (Reuter, 1907)